# Tegosa thymetus
Tegosa thymetus är en fjärilsart som beskrevs av Fabricius 1787. Tegosa thymetus ingår i släktet Tegosa och familjen praktfjärilar. Inga underarter finns listade i Catalogue of Life.